# Мануфахи
Мануфахи (тетум Manufahi) — один из 13 округов Восточного Тимора. Административный центр района — город Саме. Площадь составляет 1326,60 км².

## География
Расположен на юге центральной части страны. Граничит с округами Манатуту — (на востоке), Айнару — (на западе) и Айлеу — (на севере). На юге омывается водами Тиморского моря. На севере территория преимущественно гористая, а на юге она представляет собой прибрежнюю равнину. Высота самой высокой точки округа, горы Кабалаки, составляет 2459 м над уровнем моря.
По данным на 1994 год площадь лесов в округе составляет 61 797 га.

## История
Во времена португальского владычества округ носил название Саме по названию его столицы. Во времена индонезийской оккупации подрайон Хато-Удо был отделён от округа и присоединен к Айнару, тогда как подрайон Турускаи, изначально принадлежавший Айнару, был присоединен к Мануфахи.

## Население
Население округа по данным на 2010 год составляет 48 628 человек; для сравнения, на 2004 год оно насчитывало 44 950 человек. Плотность населения — 36,7 чел/км². Средний возраст населения составляет 18,2 лет. В период с 1990 по 2004 годы средний ежегодный прирост населения составил 1,96 %.
42,2 % населения говорят на языке мамбаи; 40,4 % — на тетум; 7,3 % — на лакалай; 4,6 % — на идате и 1,7 % — на исни.
Распространены также другие местные языки и диалекты. 50,3 % населения владеют языком тетум (включая тех, для которых он является вторым и третьим языками); 42,6 % владеют индонезийским и 12,0 % — португальским. 51,9 % населения неграмотны (55,0 % женщин и 49,0 % мужчин). Только 11,8 % лиц старше 18 лет закончили среднюю школу (9,4 % женщин и 14,1 % мужчин).
По данным на 2004 год 96,3 % населения составляют католики; 3,3 % — протестанты и 0,3 % — мусульмане.

## Административное деление

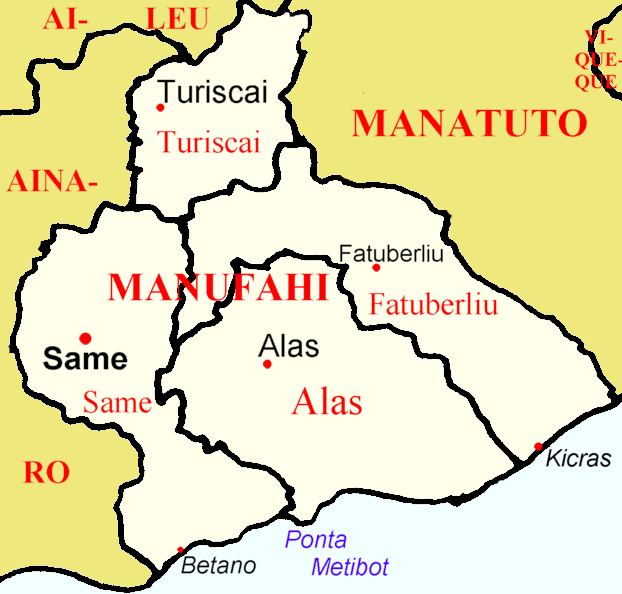
Aдминистративноe деления округа

В административном отношении подразделяется на 4 подрайона:
| Подрайон   | Население, чел. (2010) | Площадь, км² |
| ---------- | ---------------------- | ------------ |
| Алас       | 7179                   | 406,96       |
| Фатуберлиу | 6902                   | 375,92       |
| Саме       | 27 554                 | 355,28       |
| Турискай   | 6993                   | 188,44       |

## Галерея

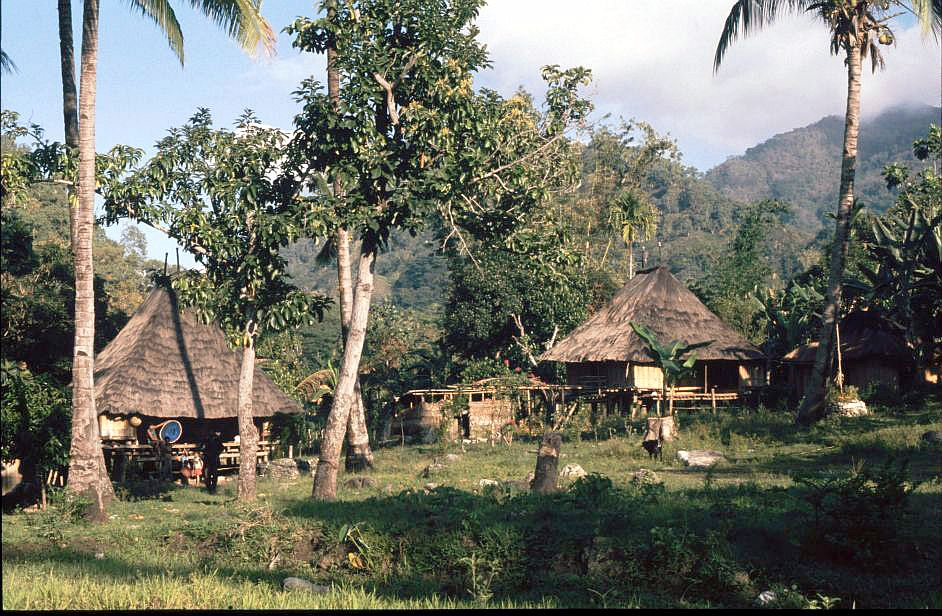
Традиционные дома в Саме
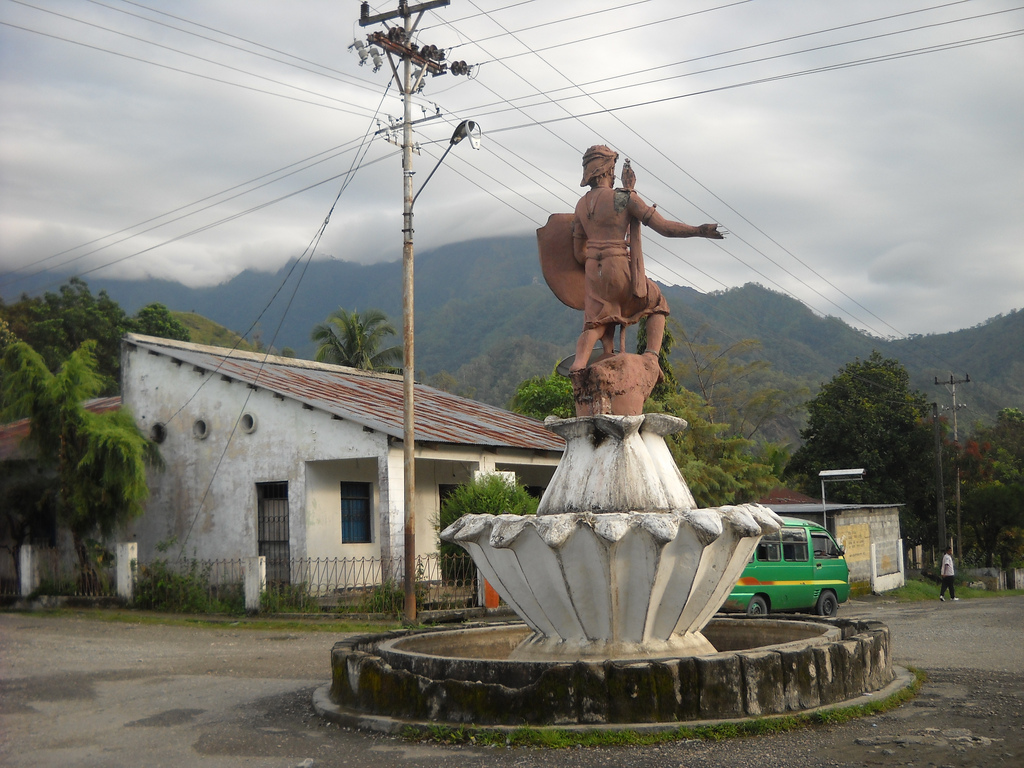
Памятник в центре Саме
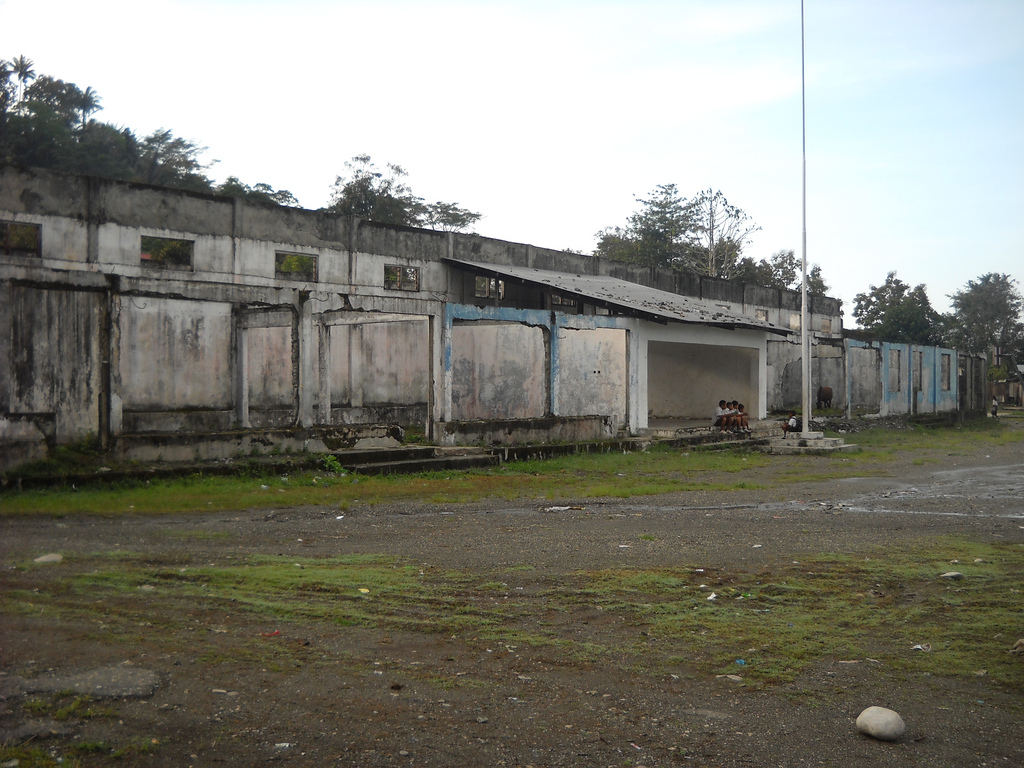
Разрушенный старый рынок в Саме